# Джердап (национален парк)
Джердап (на сръбски: Национални парк Ђердап / Nacionalni park Đerdap) е национален парк в Сърбия, който се простира по десния бряг на река Дунав от Голубацката крепост до язовира край Нови Сип. Той е създаден през 1974 г. на площ от 63 786,5 ha (157 620 декара) Централното управление на парка е в град Дони-Милановац на река Дунав. Отвъд реката се намира природният парк Железни врата в Румъния, който включва проломаЖелезни врата.
Паркът се намира в гориста местност, а надморската височина варира от 50 до 800 m. Флората и фауната са богати и разнообразни – 1100 вида растения, а от животинските видове се срещат мечки, рисове, вълци, бухали, черни щеркели и други. Важни забележителности тук са Траяновият мост и Голубацката крепост.